# کریستف بورسیه
کریستف بورسِیِه (فرانسوی: Christophe Bourseiller‎؛ زادهٔ ۲۷ سپتامبر ۱۹۵۷) بازیگر، روزنامه‌نگار، مجری رادیو، نویسنده، آموزگار، رمان‌نویس و فراماسون اهل فرانسه است.
از فیلم‌ها یا برنامه‌های تلویزیونی که وی در آن نقش داشته است، می‌توان به یک زن شوهردار، دو سه چیزی که از او می‌دانم، یکی و دیگری، خندیدن با صدای بلند، هدیه و دختران اشاره کرد.